# باد گریس
 باد گریس (انگلیسی: Bud Grace؛ زاده ۱۹۴۴) یک فیزیک‌دان است.